# EBU Circuit 1999/2000
Der EBU Circuit 1999/2000 war die 13. Auflage dieser europäischen Turnierserie im Badminton.

## Die Wertungsturniere
| Nr. | Turnier                         | Austragungsort    |
| --- | ------------------------------- | ----------------- |
| 1   | Bulgarian International 1999    | Sofia             |
| 2   | Czech International 1999        | Nymburk           |
| 3   | Slovenia International 1999     | Ljubljana         |
| 4   | Hungarian International 1999    | Budapest          |
| 5   | Norwegian International 1999    | Moss              |
| 6   | Iceland International 1999      | Reykjavík         |
| 7   | Spanish International 1999      | Sevilla           |
| 8   | Scottish Open 1999              | Edinburgh         |
| 9   | Welsh International 1999        | Cardiff           |
| 10  | Irish Open 1999                 | Dublin            |
| 11  | Portugal International 2000     | Caldas da Rainha  |
| 12  | La Chaux-de-Fonds International | La Chaux-de-Fonds |
| 12  | French Open 2000                | Paris             |
| 13  | Dutch International 2000        | Pressbaum         |
| 14  | Croatian International 2000     | Pressbaum         |
| 15  | Austrian International 2000     | Pressbaum         |